# Bogdanówka (gmina w powiecie zborowskim)
Bogdanówka – dawna gmina wiejska w powiecie zborowskim województwa tarnopolskiego II Rzeczypospolitej. Siedzibą gminy była Bogdanówka.
Gminę utworzono 1 sierpnia 1934 r. w ramach reformy na podstawie ustawy scaleniowej z dotychczasowych gmin wiejskich: Białkowce, Bogdanówka, Daniłowce, Jackowce, Konopnica, Mszana, Nesterowce, Ostaszowce i Serwery.
Po II wojnie światowej obszar gminy znalazł się w ZSRR.